# リゾートエクスプレスゆう
リゾートエクスプレスゆうは、東日本旅客鉄道（JR東日本）が1991年（平成3年）から2018年（平成30年）まで保有していた鉄道車両（電車）で、ジョイフルトレインと呼ばれる車両の一種である。

## 概要
JR東日本東京地域本社と水戸支社で共通使用するジョイフルトレインとして、1991年3月30日にサロ183形・サロ189形・サロ481形を種車に4両が大井工場で、2両が大船工場で改造され、勝田電車区に配置された。編成番号はK30。
また水郡線などの非電化区間への直通運用を考慮し、50系の荷物車（マニ50）から専用電源車への改造も施工された（後述）。
1998年（平成10年）に内装を和式化し、引き続き常磐線系統を中心に各種の臨時列車・団体専用列車に使用されていたが、2018年9月6日付で廃車となった。

## 車両
本節では落成当初の車両仕様について記述する。
種車から再用されたのは空気ブレーキ装置・電動発電機(MG)・空気圧縮機(CP)・連結器等の一部部品のみで、車体は同時期製造の651系をベースにした裾絞りタイプの普通鋼製であり、東急車輛製造で新製された。履歴簿上は余剰グリーン車からの改造名義ではあるが、事実上は新製に近い。制御装置等の走行機器に485系の廃車発生品が使用されたことや、三電源対応車であることなどから、485系の形式番号が付与された。
側面窓には大型の連続窓が採用された。車両前面はセンターピラーの幅を広げた上で、縦長の電照式ヘッドマークとした。センターピラーの下には縦型2灯式の前照灯を設置し、その両側に尾灯兼用のLED標識灯を配した。
集電装置（パンタグラフ）はモロ484形に1基搭載するが、中央東線等の狭小トンネル断面線区へ入線可能とするため、取付部分の屋根を一段低くしたほか、信越本線横川 - 軽井沢間を通過するための通称「横軽対策」も施工された。
MG・CPは重量均等化の見地からクロ484形・サロ485形に搭載している。
リゾートエクスプレスゆう 編成
| K30  | ← 上野勝田 → | ← 上野勝田 → | ← 上野勝田 → | ← 上野勝田 → | ← 上野勝田 → | ← 上野勝田 → |
| 号車 | 1            | 2            | 3            | 4            | 5            | 6            |
| 車番 | クロ484-2    | モロ484-3    | モロ485-1    | サロ485-1    | モロ484-2    | クモロ485-2  |
| 種車 | サロ183-1008 | サロ189-8    | サロ189-6    | サロ481-1002 | サロ189-7    | サロ189-5    |
| 定員 | 21人         | 39人         | 33人         | イベント車   | 39人         | 21人         |
| 施工 | 大船         | 大井         | 大船         | 大井         | 大井         | 大井         |

### コンセプト
水戸鉄道管理局時代から運用されてきた和式客車スロ81形・スロフ81形「ふれあい」の後継編成であると同時に、首都圏のジョイフルトレインの新しいシンボルとして「コンフォートクオリティ」を目指した。電源車を除いて全車両がグリーン車扱いである。
外部塗色はフュージョンベージュをベースカラーとし、窓周りにフィロスブラウンを配し、窓上にアクセントとしてペパーミントグリーンのピンストライプが入る。

### 登場時の先頭車
1号車・6号車。
乗務員室の後部はフリースペースの展望室とされ、4人がけのソファーが配された。この部分の側面に、高さ930mm・幅2240mmの大型窓を配した。
客室内は通路を片側に寄せた上で、1人がけと2人がけを千鳥式の配置。座席は45度刻みで360度回転が可能なリクライニングシートとなっており、座席の向きを変更することにより、様々なレイアウトを構成することが可能である。

### 中間車
2号車・3号車・5号車。
客室内は1人がけと2人がけの座席を、2列 - 1列の配置とした。座席は1号車・6号車と同様とした。

### イベント車
| サロ485-1 |  | 車内 |
| サロ485-1 |  | 車内 |

4号車。
本車両は定員外のフリースペースとして、フロアとドーム室で構成されている。フロア部分にはステージ、サービスカウンター、AVコントロール室が設置され、「走るディスコ」という演出を行なった。壁面には合計10脚の折り畳み座席（ジャンプシート）が設置されている。
ドーム室はサービスカウンターの脇から階段を上るように設置され、1人がけリクライニングシートを10脚配置している。ドーム室の照明は足元のみ（フットライト）として、夜景の鑑賞に配慮している。

### 電源車

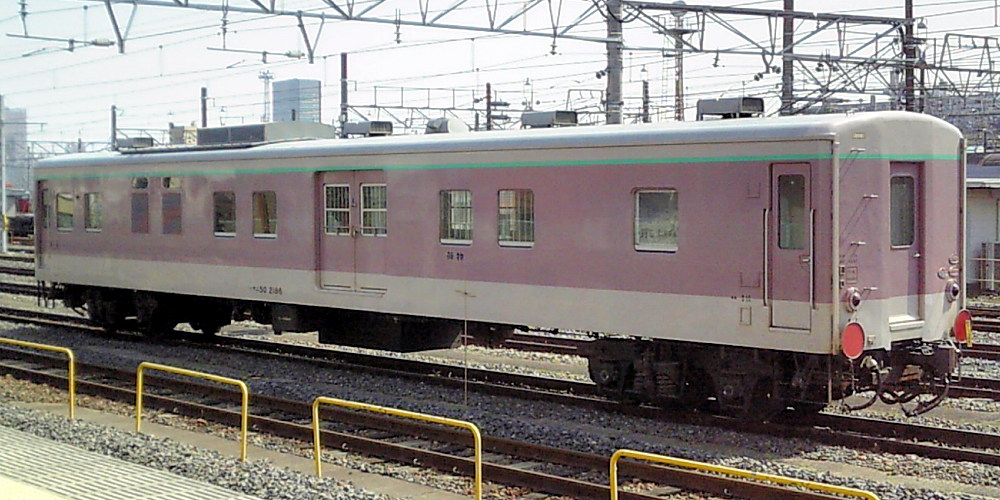
電源車 マニ50 2186

水郡線など非電化区間直通運転時の電源供給用電源車として、大宮工場でマニ50 2186を改造し、水郡線営業所に配置された。鉄道ファンからは通称「ゆうマニ」と呼ばれていた。後に東急電鉄に譲渡され、東急が催行する「THE ROYAL EXPRESS」を北海道内で運用するための電源車として用いられている。

### 増結用車両
｢90年代観光振興行動計画（TAP90's）｣に基づく「栃木・群馬観光立県推進地方会議」の視察団が利用する臨時列車「臨時特急ほのぼの号」が1995年（平成7年）5月12日に信越本線中軽井沢 - 高崎間で運行された際に、増3号車として長野総合車両所のサロ489-1051を「ゆう」と同色に塗り替え、編成に組み込んだ。

## 運用
常磐線を主として、団体列車・臨時列車で多く運用された。過去に「シュプールゆう白馬号」として大糸線に入線した実績もあるほか、東北地方、上越、甲信越などJR東日本管内の広範囲で使用されていた。
しかし、メインの客層である高齢利用者からの要望もあり、1998年秋にお座敷車両への再改造が行われ、9月24日に試乗会が行われたのち、10月3日から営業運転を開始した。外観や名称の変更はなく、4号車の定員外スペースは従前のままとされた。
福島デスティネーションキャンペーン開催に合わせて2015年（平成27年）4月4日・4月11日に臨時快速列車「つながーるふくしま号」（横浜 - いわき間、上野東京ライン経由）が本系列で運転される予定だったが、「運用上の課題」を理由に651系に変更された。
車両の老朽化に伴い、2018年9月5日に長野総合車両センターに回送され、翌9月6日付で廃車となった。廃車後は譲渡された電源車マニ50 2186を除き解体され現存しない。